# Newag
Newag Spółka Akcyjna ist ein polnisches Unternehmen mit Sitz in Nowy Sącz, das auf die Herstellung und Instandhaltung von Schienenfahrzeugen spezialisiert ist. In der heutigen Newag-Gruppe sind die Unternehmen „Newag Nowy Sącz“ und „Newag Gliwice“ vereint. Newag Nowy Sącz wurde 1876 ebenda als Kaiserlich-Königliche Eisenbahnwerkstätten gegründet und trug später den Namen ZNTK Nowy Sącz. Newag Gliwice wurde 1899 als Königliche Eisenbahn-Lokomotivwerkstätte gegründet, später in ZNLE Gliwice umbenannt und 2008 von Newag Nowy Sącz übernommen. Die Produktpalette umfasst Herstellung, Modernisierung und Reparatur von Eisenbahnfahrzeugen sowie die Fertigung und Wartung von Maschinenanlagen.
Das Unternehmen ist an der Warschauer Börse notiert und seit dem 25. März 2025 im polnischen Mittelwerteindex mWIG40 enthalten.

## Lokomotiven

### Newag 311
Basierend auf Lokomotiven der PKP-Baureihe ST44 baut Newag seit 2007 Dieselloks des Typs Newag 311. Aufbauend auf den alten Lokomotivrahmen, erhielten die Loks neue Motoren sowie einen neuen Aufbau und neue Führerstände. Sie sind in Polen im Einsatz.

### Newag 6Dg
Als Basis für die Newag 6Dg Lokomotiven, die seit 2007 gefertigt werden, dienen alte Fahrzeuge der PKP-Baureihe SM42. Sie erhielten einen neuen emissionsarmen Motor sowie einen neuen Aufbau und Führerstand. Die 138 gefertigten Lokomotiven sind zum Großteil bei PKP Cargo im Einsatz.

### Newag 15D/16D
Bei den Fahrzeugen der Bauart Newag 15D (Normalspur) / Newag 16D (Breitspur) werden nur die Drehgestelle der Spenderlokomotiven der PKP-Baureihe SM48 verwendet. Die sechs seit 2010 gefertigten Loks erhielten einen komplett neuen Aufbau mit neuem Führerstand, Motor und Getriebe und sind in Polen im Einsatz.

### Newag Dragon
Die Elektrolokomotiven der Bauart Newag E6ACT „Dragon“ sind eine komplette Eigenentwicklung. Erstmals vorgestellt wurde die sechsachsige Lokomotive auf der Messe Trako 2009, Ende 2011 wurde die erste Maschine gefertigt. Die polnischen Eisenbahnverkehrsunternehmen STK und Lotos Kolej haben je vier und fünf Exemplare bestellt. Bis zum Mai 2014 wurden diese Lokomotiven ausgeliefert. Newag bietet auch eine Diesel- und eine Dreisystemvariante der Dragon an; Lokomotiven dieser Varianten wurden bislang aber noch nicht produziert.

### Newag Griffin
Lokomotiven der Newag Griffin-Produktgruppe sind in verschiedenen Varianten erhältlich. Als Konkurrenzprodukt zur TRAXX und zum Vectron können sie für unterschiedliche Stromsysteme (3 kV =, 15 kV ~ und 25 kV ~) ausgelegt werden. Die Leistung der Elloks beträgt 5,6 MW, die der Dieselloks 2,3 MW; die Höchstgeschwindigkeit variiert je nach Variante zwischen 160 km/h und 200 km/h. 2012 wurde der erste Prototyp mit der Typenbezeichnung E4MSU auf der InnoTrans in Berlin vorgestellt und seitdem vielfachen Tests unterzogen. PKP Intercity bestellte 30 Loks der Variante E4DCU, die als EU160 polnische Intercity ziehen.

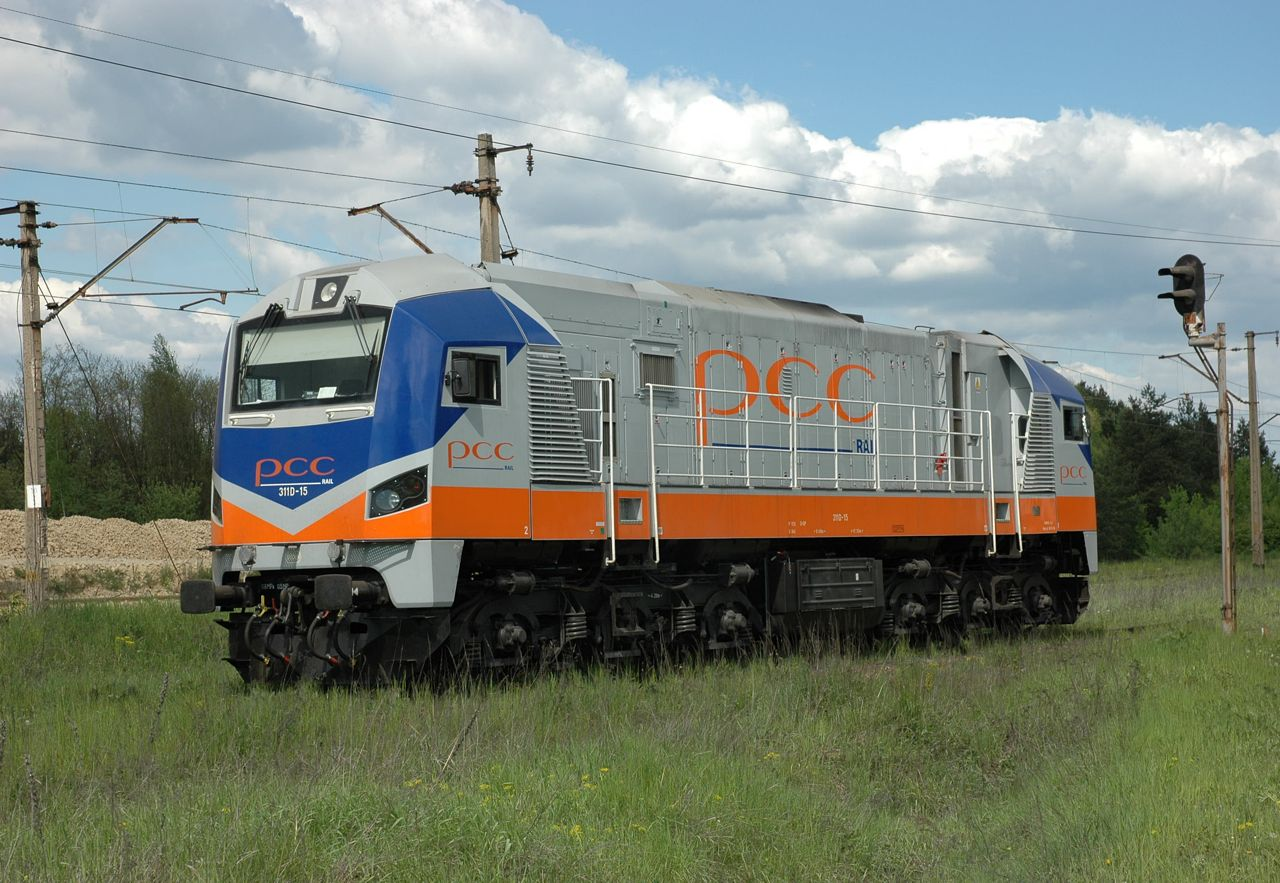
Newag 311
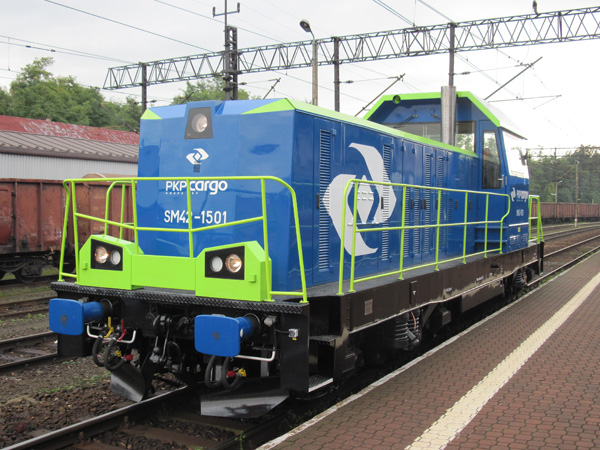
Newag 6Dg
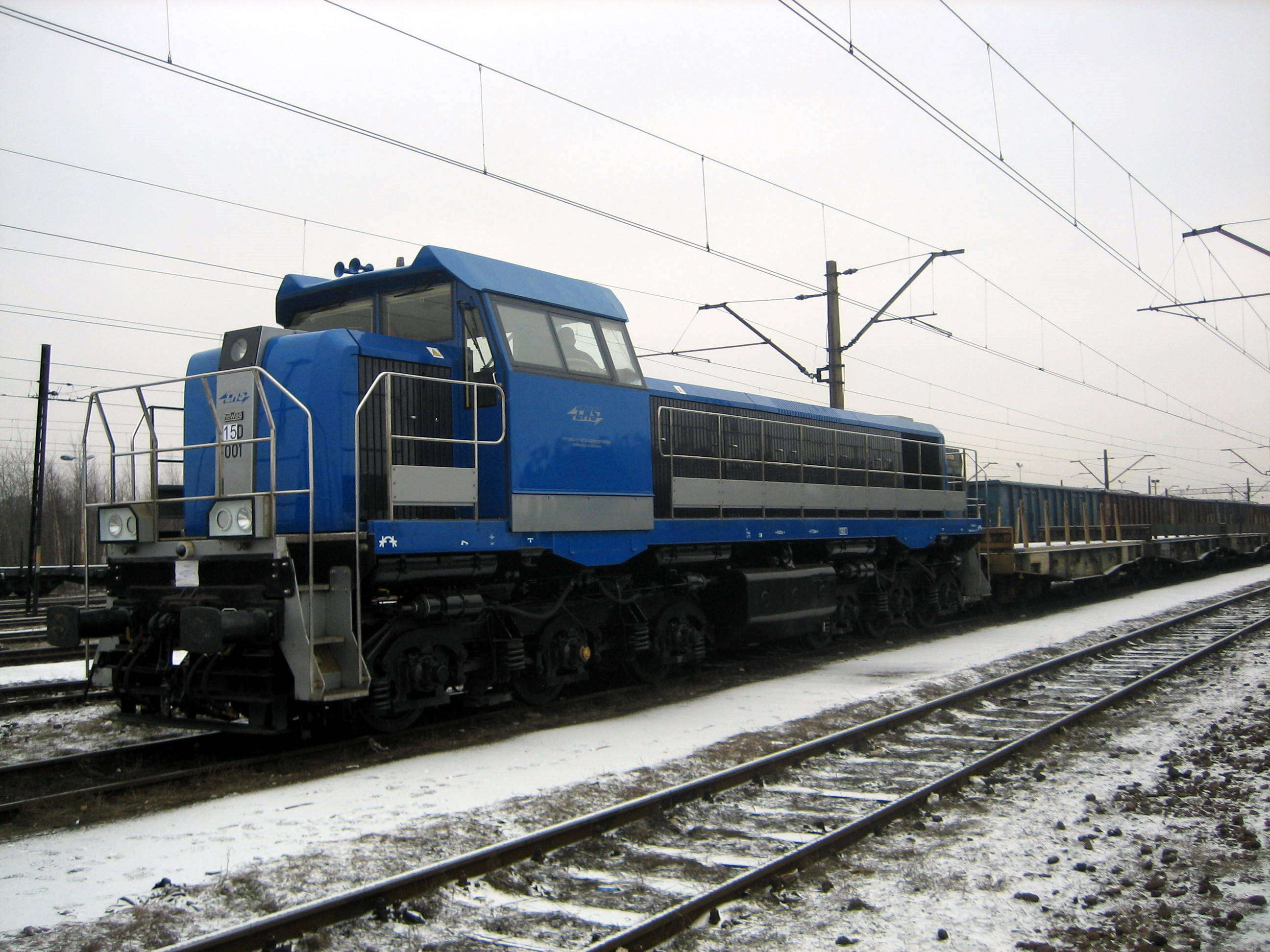
Newag 15D
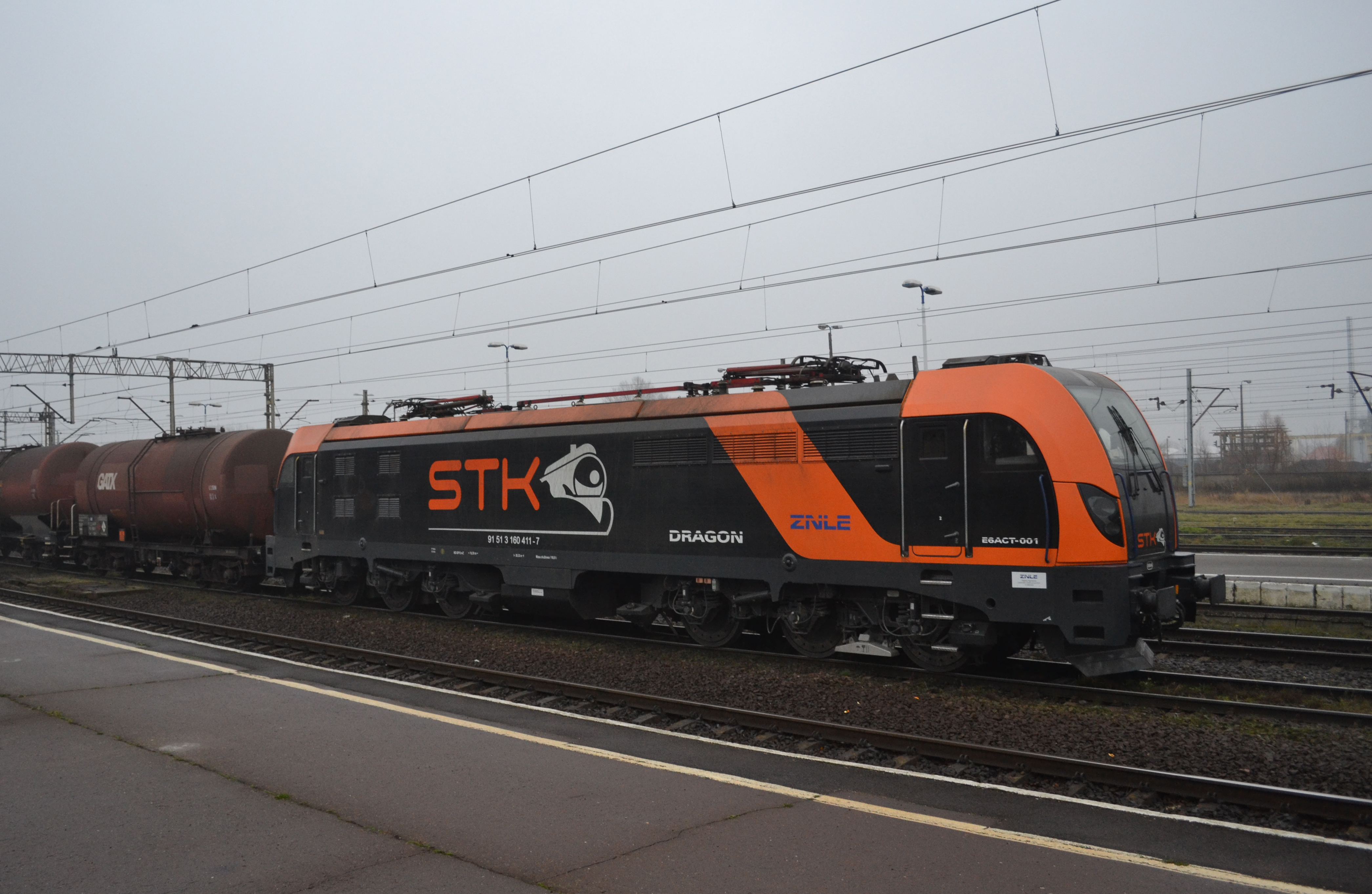
Newag E6ACT
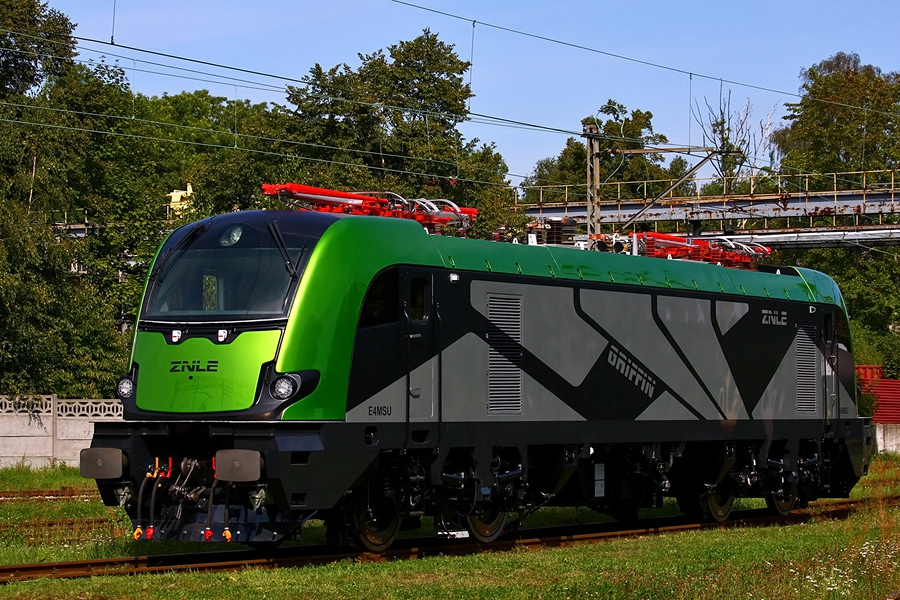
Newag Griffin E4MSU

## Dieseltriebwagen

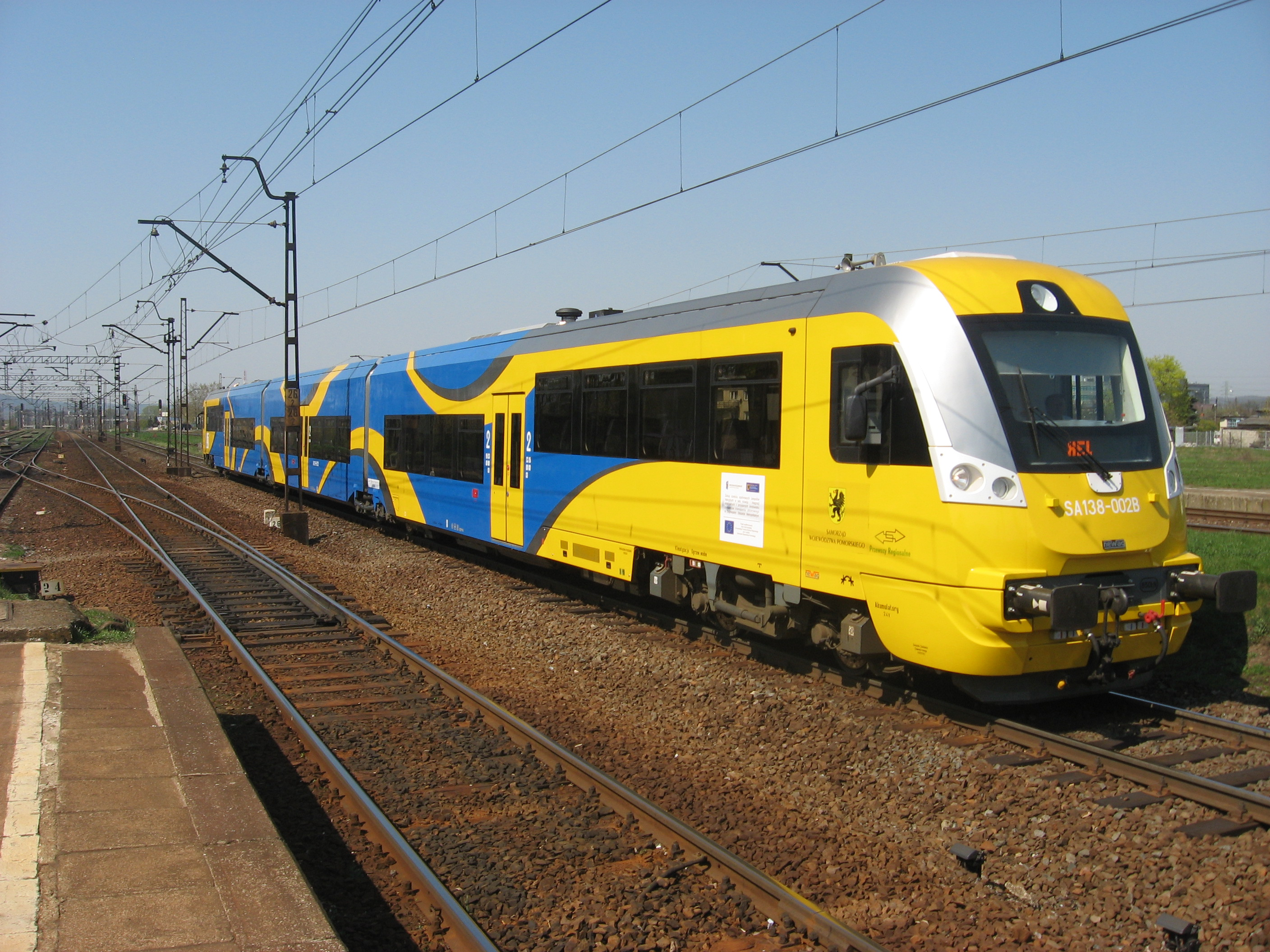
Dieseltriebwagen Newag 220M

### Newag 220M/221M
2010 bis 2014 wurden die zwei- und dreiteiligen Dieseltriebwagen der Baureihe Newag 220M/221M gefertigt. 14 Fahrzeuge werden in Polen im Regionalverkehr eingesetzt.

### Newag 222M
Mit dem 222M gibt es einen auch aktuelle Normen, u. a. zur Kollisionssicherheit (EN 15227), erfüllenden Dieseltriebwagen im Programm. Das einzige bisher gebaute Exemplar für die Koleje Mazowieckie ist 43 m lang, 2,84 m breit, wird durch zwei 390 kW leistende Dieselmotoren angetrieben und erreicht 130 km/h. Die Einstiegshöhe beträgt 600 mm.

### Newag 226M „Vulcano“

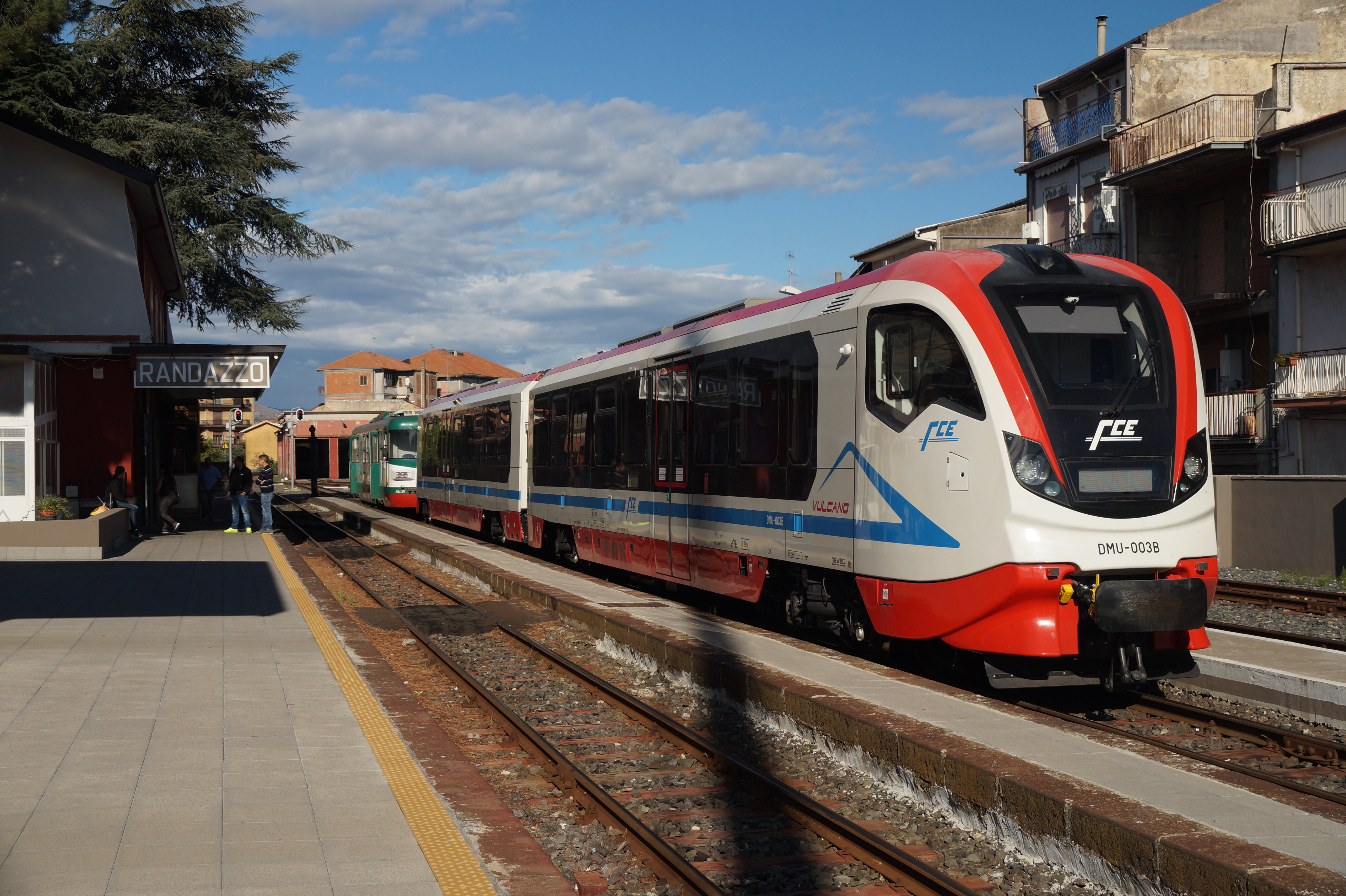
DMU 003

Für die Ferrovia Circumetnea wurden 2016 vier Doppeltriebwagen in der Spurweite 950 mm geliefert. Ihre Höchstgeschwindigkeit beträgt 100 km/h und sie sind für 100 Personen ausgelegt.

## Elektrotriebwagen

### Newag 14WE
Basierend auf Triebwagen der PKP-Baureihe EN57 wurde 2005 die Baureihe Newag 14WE gebaut. Die Triebwagen erhielten moderne Motoren und einen komplett neuen Aufbau und Innenraum. Sie sind bei der Szybka Kolej Miejska in Warschau als Stadtschnellbahn im Einsatz. Ein Triebwagen wurde als EN61 an die polnische Eisenbahn PKP geliefert.

### Newag 19WE
2008 wurde die Baureihe Newag 19WE vorgestellt, von der 5 Triebwagen an Szybka Kolej Miejska geliefert wurden. Die vierteiligen Züge werden als Schnellbahn eingesetzt.

### Newag Impuls
Seit 2012 werden die zwei- bis sechsteiligen Triebwagen der Bauart Newag Impuls gefertigt. Neben Elektrotriebzügen werden auch bimodale und Dieselzüge angeboten. Der Erstauftrag enthält 21 Fahrzeuge der Szybka Kolej Miejska, die als Schnellbahn im Großraum Warschau eingesetzt werden. Diese erhalten je nach Ausführung die Bezeichnung 31WE, 35WE, 36WE und 37WE. Der Impuls wurde an die Bahnen weiterer Woiwodschaften ausgeliefert und ist dort in verschiedenen Varianten und Farbgebungen im Einsatz. Newag konnte diese Fahrzeugfamilie auch außerhalb Polens, zum Beispiel an die Ferrovia Sud Est in Italien, verkaufen. Eine Weiterentwicklung trägt den Namen Impuls 2.

### EN57
Im Jahr 2006 beteiligte sich Newag an der Modernisierung der PKP-Baureihe EN57. Die Triebwagen erhielten neue Antriebseinheiten und eine neue Front, in die ein moderner Zugzielanzeiger integriert ist. Der Innenraum wurde komplett neu bestuhlt und mit Mehrzweckabteilen ausgestattet. Zusammen mit alten Fahrzeugen sind die insgesamt 75 modernisierten Triebwagen im polnischen Nahverkehr eingesetzt.

### EN71
2009 und 2012 modernisierte Newag 3 Triebwagen der PKP-Baureihe EN71. Alle technischen Komponenten wurden modernisiert und der Innenraum wurde erneuert. Sie sind in Polen im Vorortverkehr im Einsatz.

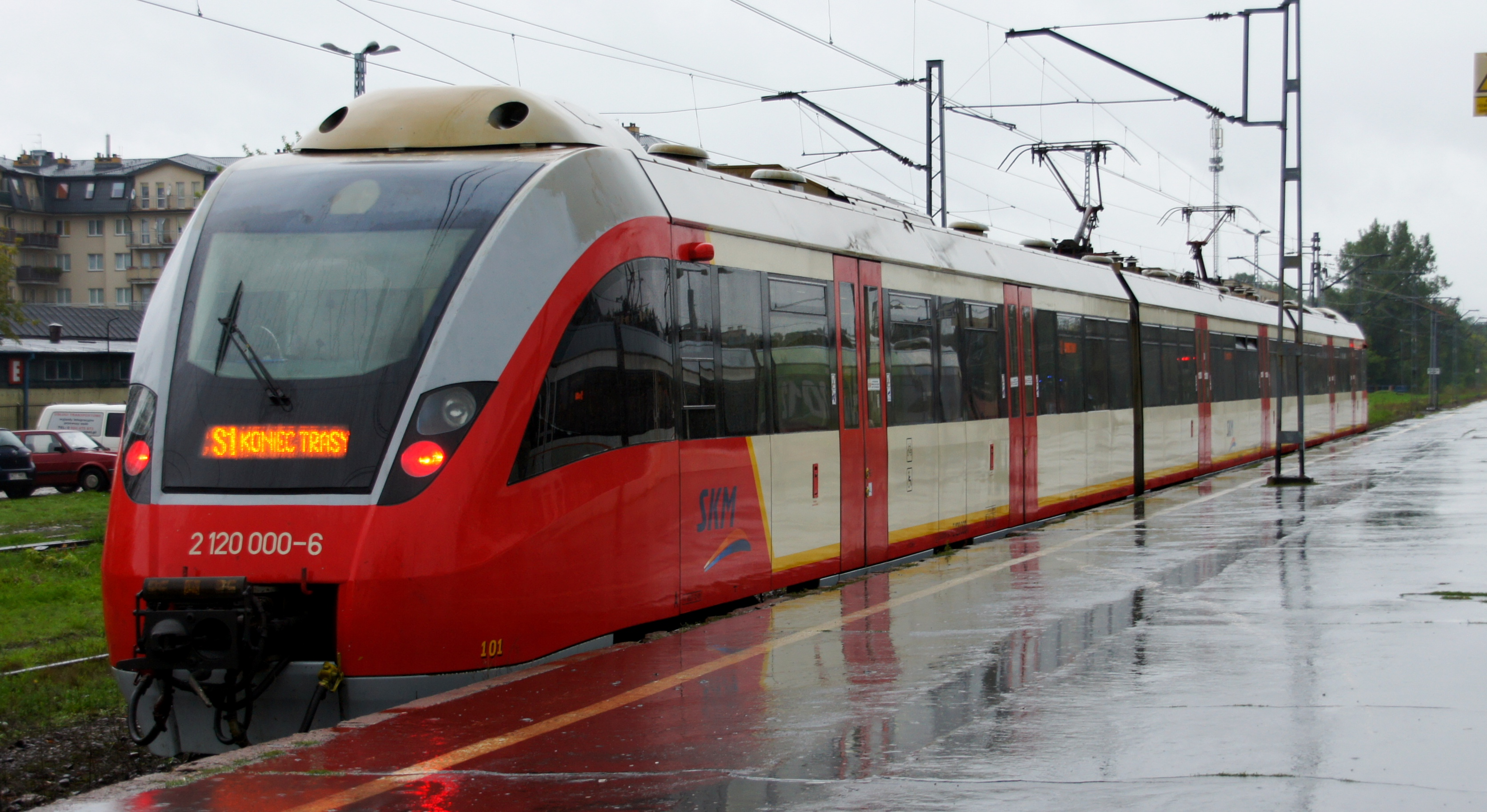
Newag 14WE
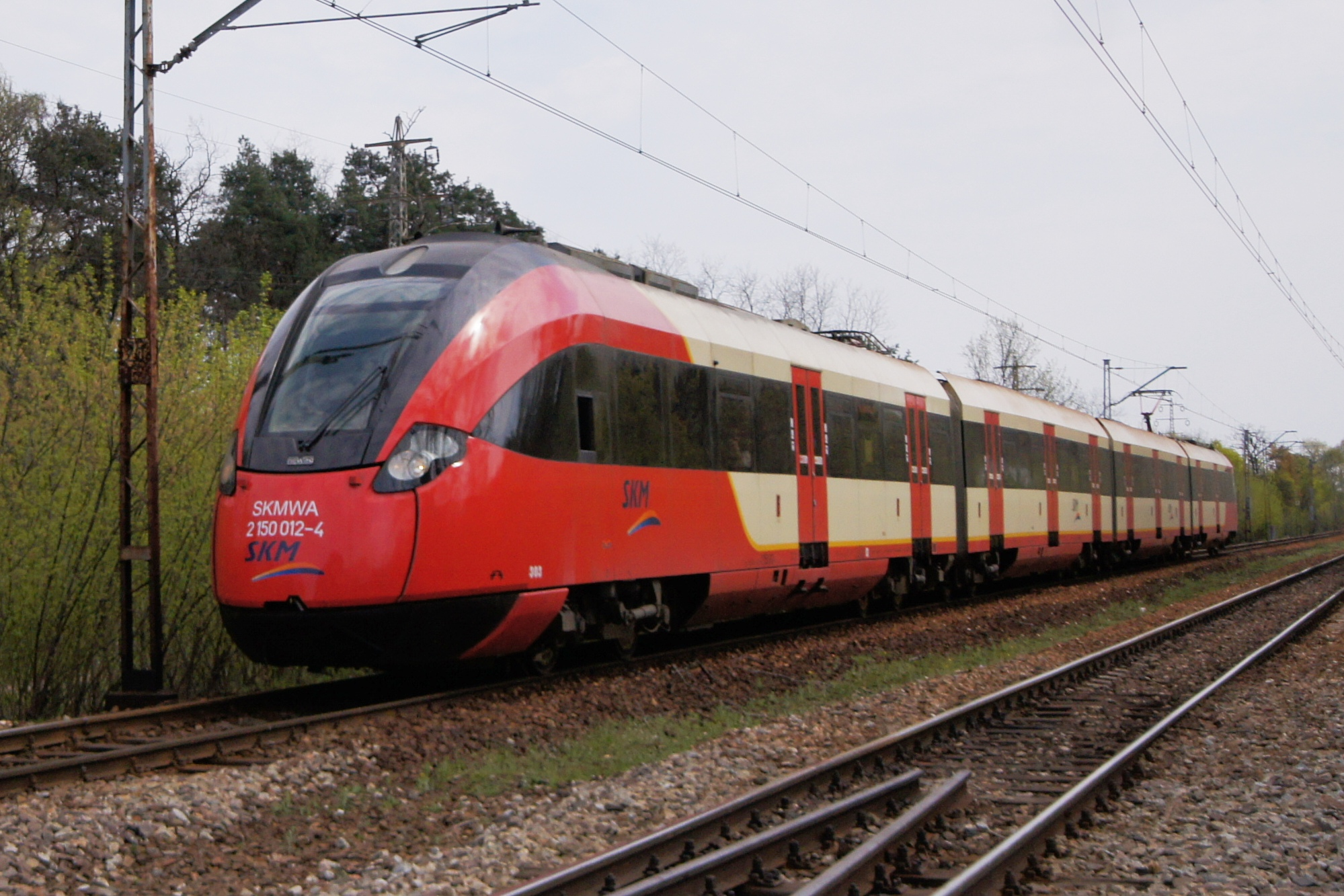
Newag 19WE
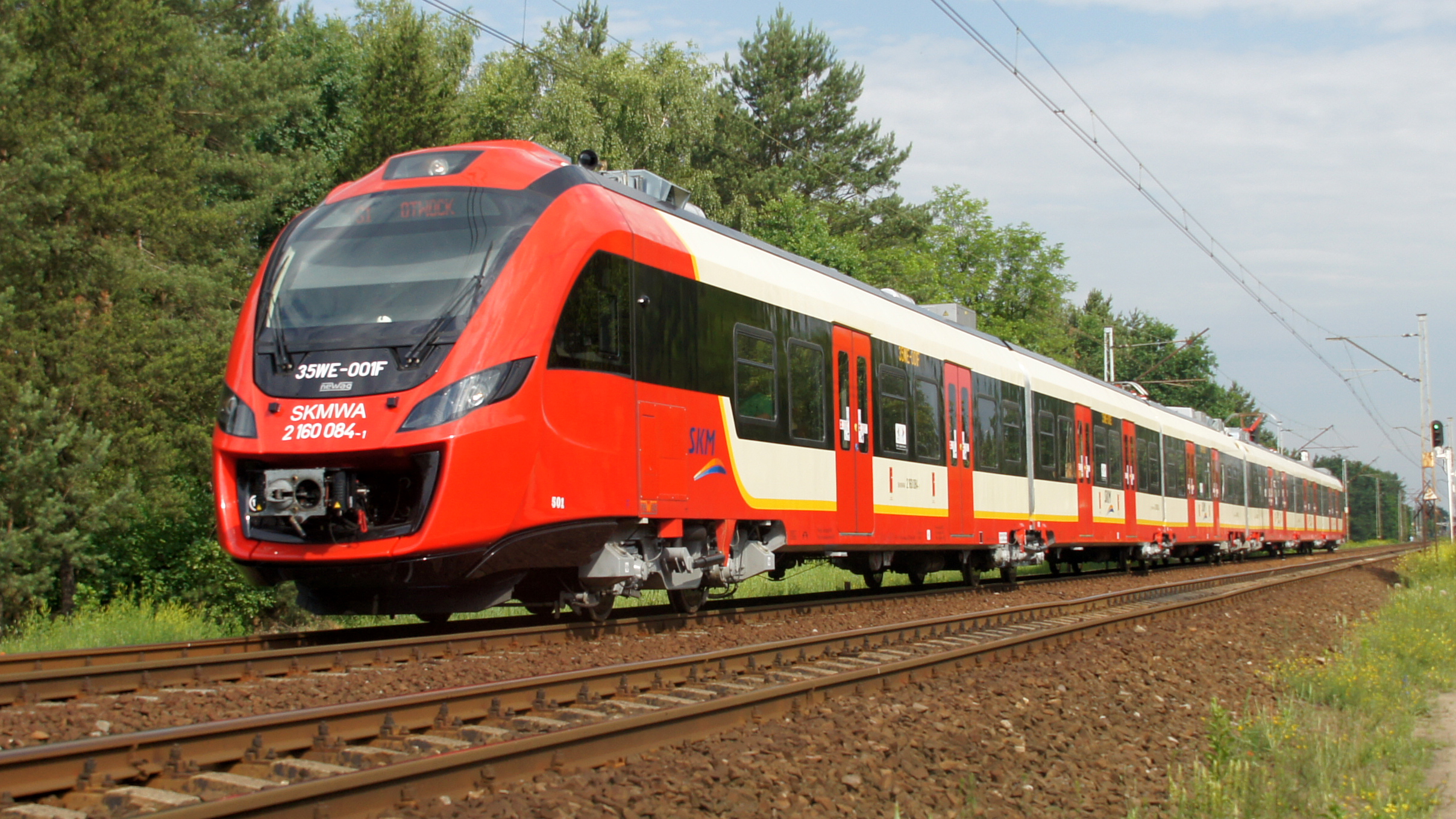
Newag Impuls 35WE
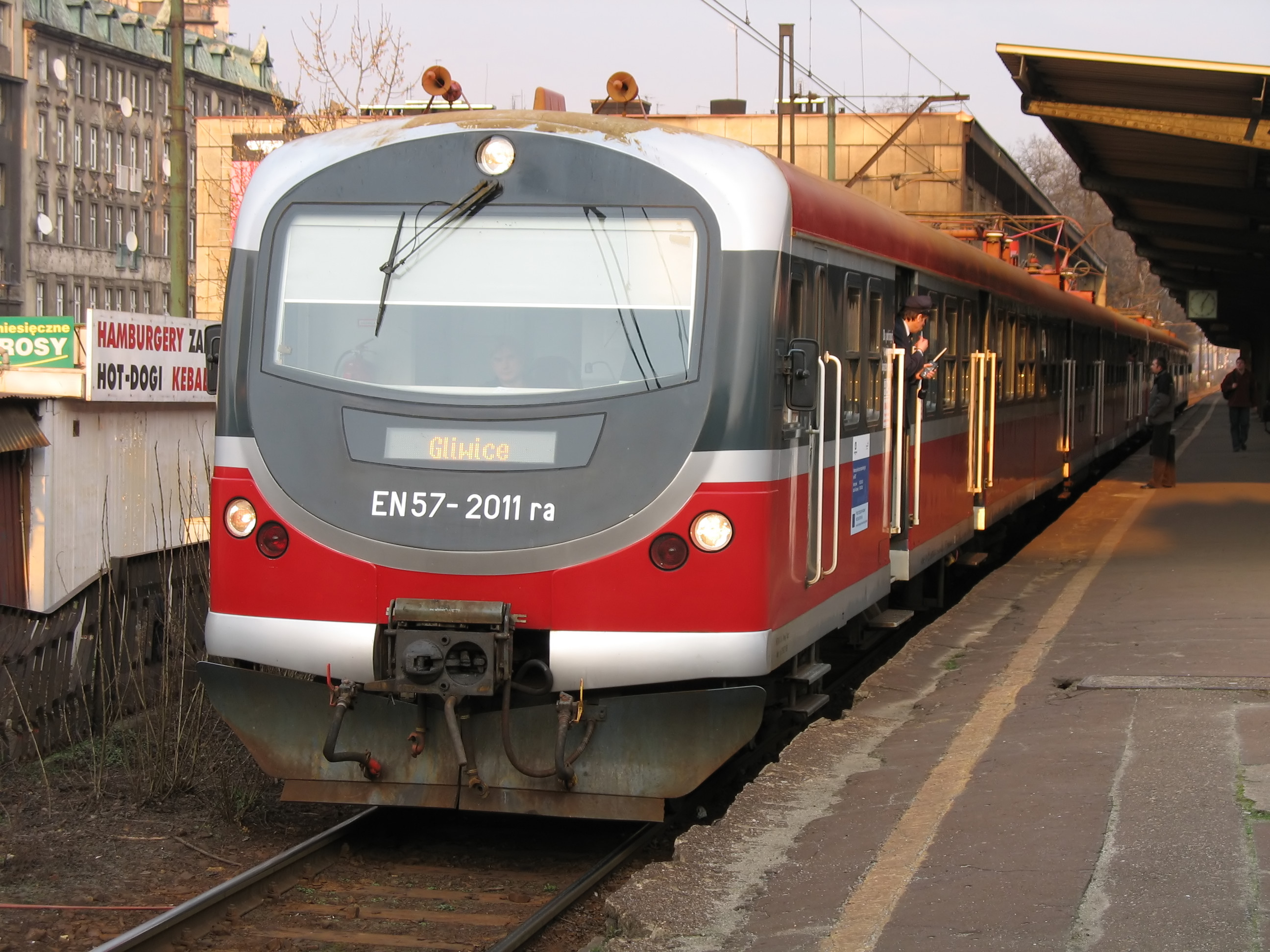
EN57
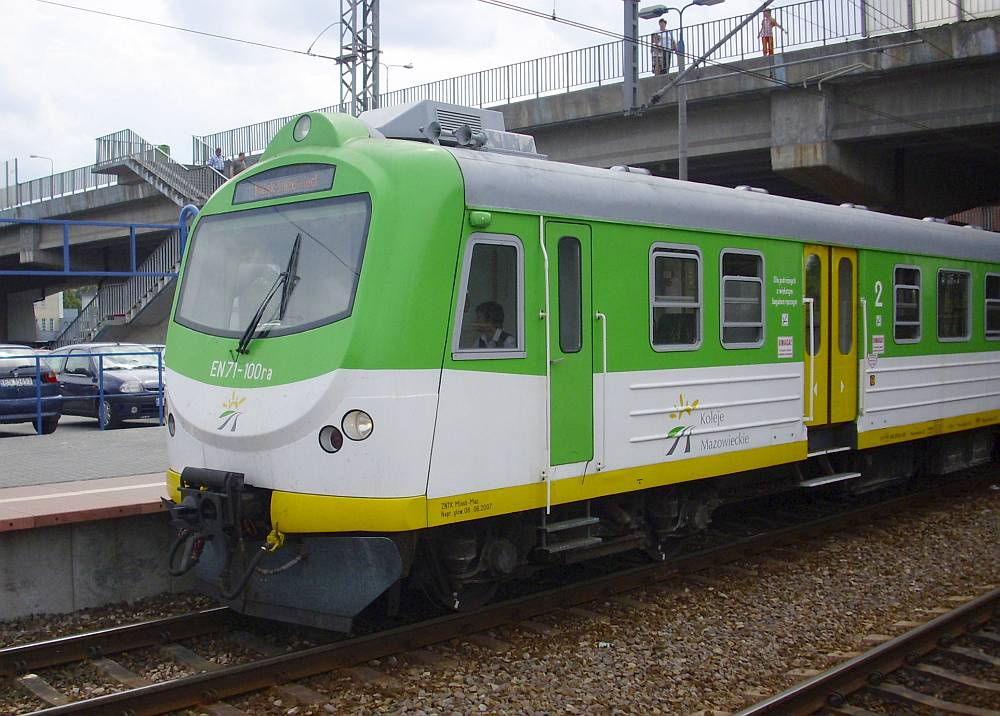
EN71

## Straßenbahn

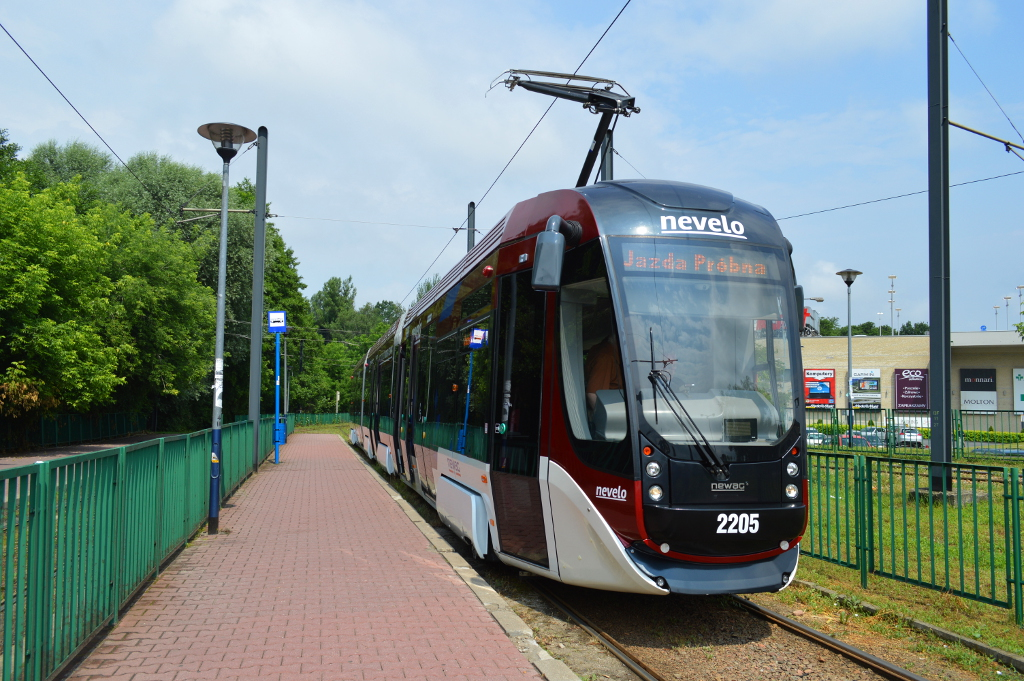
Nevelo auf Testfahrt

### Newag Nevelo
Mit dem dreiteiligen Straßenbahntriebwagen Newag Nevelo fertigt Newag seit 2012 erstmals Straßenbahnfahrzeuge. Der Triebwagen wurde unter anderem auf der InnoTrans 2012 in Berlin gezeigt. Der erste Prototyp wurde von 2013 bis 2016 im laufenden Betrieb bei der Krakauer Straßenbahn getestet, jedoch aufgrund technischer Schwierigkeiten nicht akzeptiert.

## Reisezugwagen
Im Auftrag der polnischen Eisenbahn PKP wartet und repariert Newag Reisezugwagen. Unter anderem werden Hauptuntersuchungen und Modernisierungen durchgeführt.

## Kontroverse über Fahrzeugsoftware
Nachdem Newag Wartungsverträge an Konkurrenten verlor, fielen Züge der Baureihe Impuls 45WE monatelang aus, was zu erheblichen Verkehrseinschränkungen und in einem Fall zu einer geplanten Rückübertragung der Wartung an Newag führte. Um ihre Züge wieder in Betrieb zu setzen, beauftragten die Niederschlesischen Eisenbahnen (Koleje Dolnośląskie, KD) die auf Cybersicherheit und Reverse Engineering spezialisierte Gruppe Dragon Sector mit der Untersuchung der Fahrzeugsoftware. Die Gruppe behauptet, nachweisen zu können, dass der Hersteller absichtlich Software-Updates auf die Fahrzeuge aufspielte, die das Anfahren der Züge verhinderte, nachdem sie von anderen Unternehmen gewartet worden seien. Dies sei unter anderem durch Geofencing und Abgleichen von Seriennummern bestimmter Komponenten erreicht worden. Auch soll eine undokumentierte Eingabekombination existieren, die den Fehler beheben soll. Durch Nutzung dieser seien mehrere Züge wieder fahrtüchtig geworden.
Newag bestritt, dass ihre Software absichtlich eingebaute Fehler hatte. Nach Newags President Zbigniew Konieczek hätten stattdessen möglicherweise die Konkurrenten selbst die Software eingespielt.
Newag kündigte an, Dragon Sector und KD zu verklagen. Die Klage gegen drei der Forscher und SPS wurde im Juni 2024 zugestellt.